# Conus patricius
Conus patricius é uma espécie de gastrópode do gênero Conus, pertencente à família Conidae.

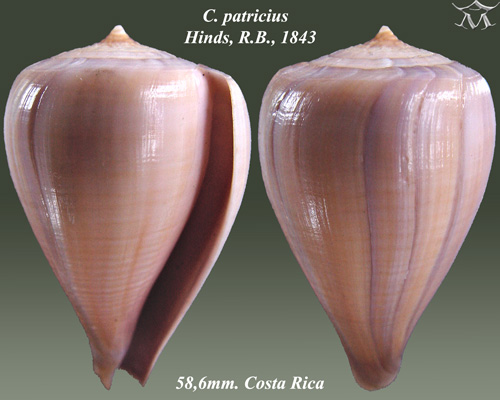
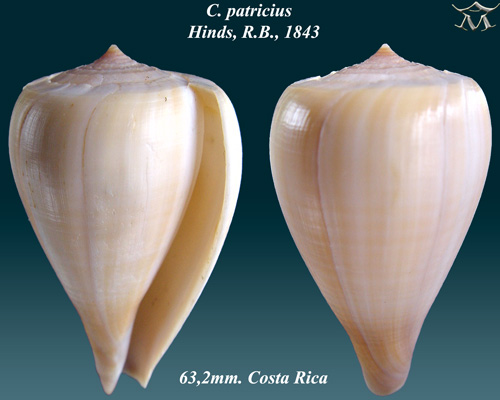